# Christof Knoche
Christof Knoche (* 1967 in Bremen) ist ein deutscher Improvisations- und Jazz-Musiker (Altsaxophon, Sopransaxophon, Bassklarinette, Harmonika, Electronics) und Komponist.

## Leben und Wirken
Knoche studierte nach Abitur und Zivildienst Jazz-Saxophon an der Hochschule für Musik und Theater Hannover (Abschluss 1994) und ab 1997 der Manhattan School of Music. Als Mitglied des Manhattan Jazz Orchestra tourte er durch Skandinavien; 1996 und 1998 trat er in der Band Global Groove World (GGW) auf europäischen Weltmusik-Festivals auf. Er arbeitete mit Weltmusik-Künstlern wie Huun Huur Tur, Nahawa Doumbia und Abdu Daghir, in der Downtown-Szene New Yorks u. a. mit Lee Konitz, Steve Lacy, Kirk Knuffke/Butch Morris, ferner in den elektroakustischen Improvisations-Ensembles HKM+ und Diatribes.
Auf OmniTone Records veröffentlichte er sein 1999 entstandenes Debütalbum Line Zero mit eigenen Kompositionen, bei dem Russ Johnson (Trompete), Bob Bowen (Bass) und Dan Weiss (Schlagzeug) mitwirkten. 2011 trat er im Puerto Rican Songbook-Ensemble von Miguel Zenón auf dem Newport Jazz Festival auf. Knoche lebt gegenwärtig in New York City.

## Auszeichnungen
Knoche gewann 1993 und 1994 den Jazzpreis der Zeitschrift Jazz Podium in den Kategorien Komposition und Performance. 1998 wurde er bei der Down Beat Competition in der Kategorie Best Student Ensemble ausgezeichnet.

## Diskographische Hinweise
- HKM+/diatribes/Piero SK/Rehnig/Sienknecht (2010), CDR und Download
- Miles Okazaki: Mirror (2007)